# BC Parks
BC Parks ist eine Behörde des Ministeriums für Umwelt und Klimawandel (englisch Ministry of Environment and Climate Change Strategy) in British Columbia, die für die Verwaltung aller 1.050 (Stand: Juni 2024) Provincial Parks und anderer Schutzgebiete und historischer Stätten mit unterschiedlichen Titeln innerhalb der Provinz British Columbia zuständig ist. Die Behörde wurde am 1. März 1911 mit dem Strathcona Park Act vom Lieutenant Governor-in-Council gegründet. Die Behörde hat die doppelte Aufgabe, die ökologische und historische Integrität der ihr anvertrauten Orte zu bewahren und sie gleichzeitig für die Öffentlichkeit zugänglich zu machen und zu nutzen.

## Geschichte

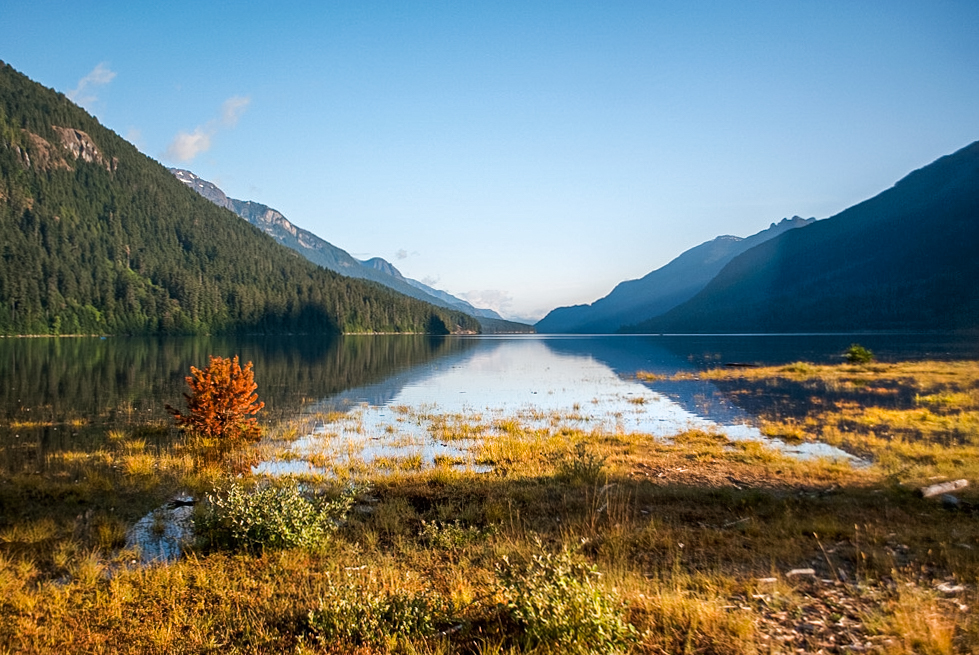
Strathcona Provincial Park, der erste Provincial Park in British Columbia

Im Juli 1910 erkundete eine Gruppe der Provinzregierung von British Columbia unter der Leitung des "Chief Commissioners of Lands" Price Ellison die Region um den Crown Mountain auf Vancouver Island, um Land für die Einrichtung des ersten Provincial Parks von British Columbia auszuweisen. Ellison berichtete anschließend dem Exekutivrat von British Columbia über seine Erkenntnisse.
Am 1. März 1911 verabschiedete der Exekutivrat den Strathcona Park Act, der rund 250.000 Hektar bergiges Gelände vor dem Verkauf, der Besiedlung oder anderweitiger Nutzung schützte. Mit dem Parkgesetz sollte das Land vor der Ausbeutung geschützt werden, doch wurden sowohl Bergbauansprüche als auch Holzbestände, die vor der Einrichtung des Parks gewährt worden waren, von der Annullierung ausgenommen. Dieses Gesetz wurde durch eine Änderung im Jahr 1918 weiter präzisiert, die ausdrücklich die "Lokalisierung, den Erwerb und die Nutzung von Mineralienansprüchen gemäß dem 'Mineral Act'" erlaubte.
Die Beliebtheit des Glacier- und des Yoho-Nationalparks, die beide 1886 von der Bundesregierung als Nationalparks eingerichtet worden waren, sowie von städtischen Parks wie dem Beacon Hill Park (1882 eingerichtet) und dem Stanley Park (1888 eingerichtet) veranlasste die Regierung von Richard McBride, 1908 den Provincial Parks Act zu verabschieden. Dieses Gesetz ermöglichte es der Provinzregierung, über das Department of Lands öffentliches Land für die Einrichtung künftiger Parks zu reservieren.
Nachdem das Interesse der Provinzregierung an der Einrichtung eines Nationalparks auf Vancouver Island bekannt geworden war, änderte die Regierung McBride den Provincial Parks Act, um die Einrichtung von Provinzparks durch eine Kabinettsorder und nicht durch einen Parlamentsbeschluss zu ermöglichen. Am 1. März 1911 verabschiedete die Regierung McBride den Strathcona Park Act, mit dem ein 214.451 Hektar großes Parkreservat im Zentrum der Insel unter dem Namen Strathcona Provincial Park eingerichtet wurde. Dieser Erfolg ermutigte die Regierung McBride, 1913 ein zweites Parkreservat, den Mount Robson Provincial Park, einzurichten.
Nach der Einrichtung von zwei weiteren Nationalparks, Mount Revelstoke im Jahr 1914 und Kootenay im Jahr 1920, richtete die Regierung von John Oliver 1921 den John Dean Park (heute „ȽÁU,WELṈEW̱/John Dean Park“) aus einer privaten Landspende ein. Im Jahr 1922 wurden mit Unterstützung des Alpine Club of Canada zwei Bergparks, Kokanee Glacier und Mount Assiniboine, eingerichtet.
Diese frühen Parks wurden zu Erholungszwecken eingerichtet, wobei die größeren zur Weiterentwicklung als Haupttouristenziele vorgesehen waren. Mit ihrer Schaffung wurden keine bestehenden Forst- oder Bergbaurechte aufgehoben.
1924 änderte die Provinzregierung den Provincial Parks Act, um die Verkleinerung bestehender Parks und den Erwerb von Land für Parks durch Tausch von Land oder Holz zu ermöglichen. Eine weitere Änderung im Jahr 1927 ermöglichte die Anhebung des Wasserspiegels in den Parks.
Zusätzlich zu mehreren kleinen, lokal genutzten Parks, die in den 1930er und 1940er Jahren eingerichtet wurden, schuf die Regierung von Thomas Dufferin Pattullo vier große Parks. Die Provincial Parks Tweedsmuir und Hamber waren bei ihrer Gründung 1938 bzw. 1941 über eine Million Hektar groß, der Wells Gray Provincial Park wurde 1939 mit einer Fläche von über 470.000 Hektar eingerichtet, und der E. C. Manning Provincial Park wurde 1941 aus einem Wildschutzgebiet geschaffen. Der Liard River Provincial Park war ein kurzlebiges, 730.000 Hektar großes Schutzgebiet, das 1944 eingerichtet und 1949 wieder aufgehoben wurde, obwohl sein Kernstück 1957 in den 1.082 Hektar großen Liard River Hot Springs Provincial Park aufgenommen wurde.

### Social-Credit-Regierung (1952–1972)
Die Social-Credit-Regierung von W. A. C. Bennett (1952–1972) schuf Hunderte von kleinen Parks, reduzierte aber die Gesamtgröße des Parksystems von 3,6 auf 2,9 Millionen Hektar, um der Ressourcenentwicklung Rechnung zu tragen. Während diese Parks den Erholungsschwerpunkt des Parksystems fortsetzten und mit dem Barkerville Provincial Park den ersten Kulturerbe-Park und die ersten Meeresparks mit Anlegeplätzen umfassten, wurde mit dem neuen Parkgesetz von 1965 erstmals der Naturschutz als Parkziel aufgenommen, und mit dem Ecological Reserves Act von 1971, dem Ergebnis der Beteiligung am International Biological Program, wurden Schutzgebiete ausschließlich für wissenschaftliche Forschungs- und Bildungszwecke geschaffen.

### New-Democratic-Party-Regierung (1972–1975)
Als die Regierung der New Democratic Party unter David Barrett (1972–1975) gebildet wurde, war das Bewusstsein für Umweltprobleme in der Provinz bereits seit einigen Jahren gestiegen, und die neue Regierung legte den Schwerpunkt auf Landmanagement und Naturschutz. Sie profitierte vom Accelerated Park Development Fund, der in Bennetts letztem Amtsjahr eingerichtet wurde, und von einer langen Liste potentieller Parks von meist mittlerer bis großer Fläche, die von der vorherigen Regierung aus verschiedenen Gründen nicht genehmigt worden waren. In den vier Jahren ihrer Amtszeit hatte die NDP-Regierung die Größe des Parksystems auf 4,5 Millionen Hektar erhöht.

### Social-Credit-Regierungen (1976–1991)
Die nächsten Social-Credit-Regierungen (1976–1991) konzentrierten sich wieder auf kleine, auf Erholung ausgerichtete Parks und versuchten, durch Partnerschaften Kosten zu sparen, obwohl sie weiterhin ökologische Reserven schufen und ausstehende Mineralien- und Waldbesitzverhältnisse in bestehenden Parks in Einklang brachten. In den frühen 1980er Jahren begann die private Erbringung von Parkdienstleistungen, vor allem im Bereich der Skihänge in Form von privaten Erschließungen innerhalb von Parks, wie Cypress Mountain und Mount Seymour, oder der Förderung privater Erschließungen außerhalb von Parks, wie Whistler-Blackcomb und Mount Washington. Ebenfalls auf der Suche nach einer Partnerschaft, die Kosten spart, stimmte die Regierung zu, Parks und Reservate auf Moresby Island in das Nationalparksystem zu überführen, um den Gwaii Haanas National Park zu schaffen. Außerdem wurde in dieser Zeit mit dem Shuswap Lake Marine Park der erste Meerespark im Landesinneren geschaffen, und zahlreiche Parks (wie Monkman, Sukunka Falls, Gwillim Lake und East Pine Provincial Park) wurden eingerichtet, um das vorrangige Ziel der Regierung, den Bau von Tumbler Ridge, zu unterstützen.

### New-Democratic-Party-Regierung (1991–2001)

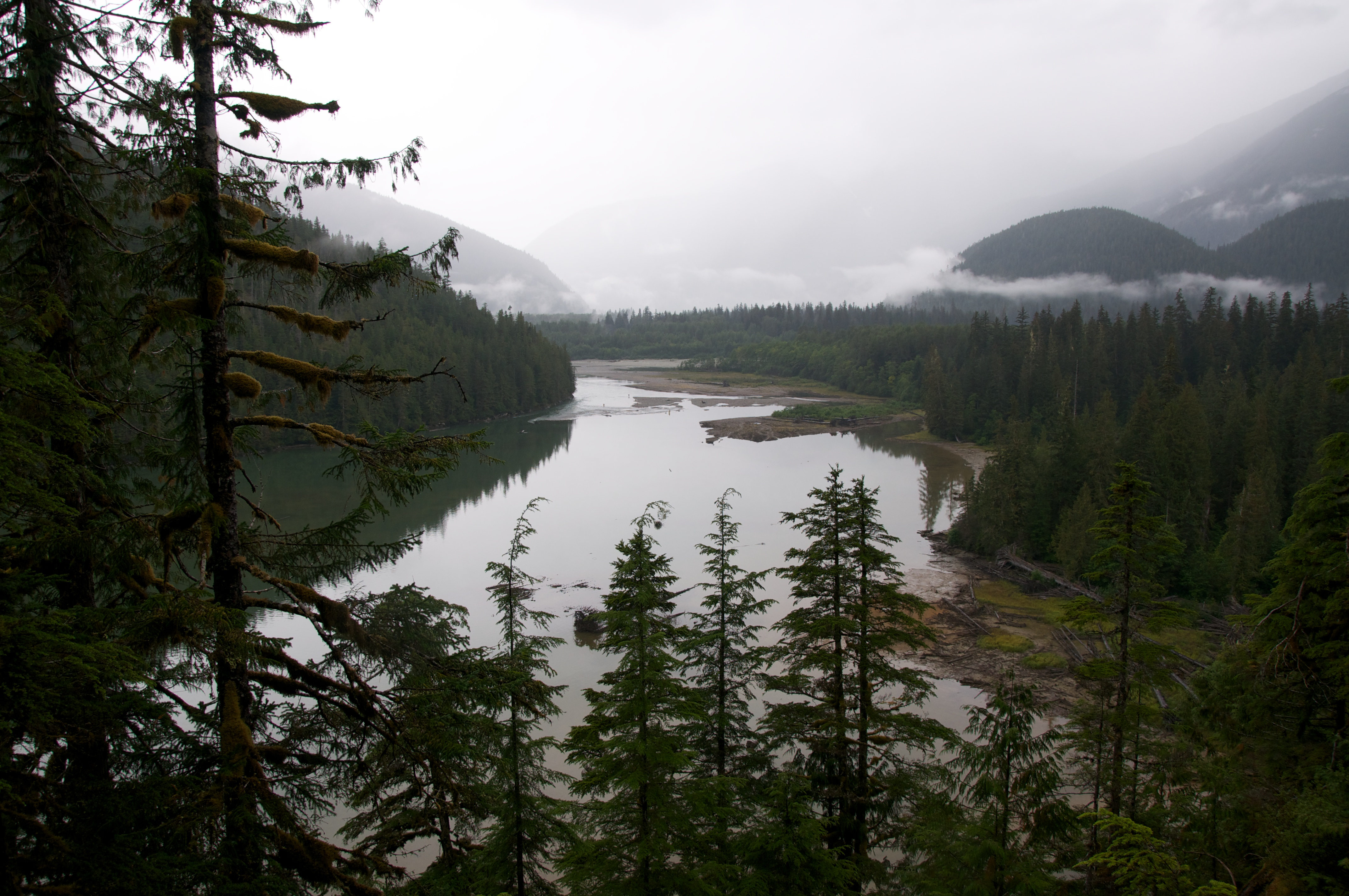
Kitlope Heritage Conservancy wurde 1996 als erstes Konservatorium in British Columbia gegründet.

Die Schaffung von Parks unter der nächsten Regierung der New Democratic Party (1991–2001) orientierte sich an der Annahme der Empfehlung der Brundtland-Kommission, 12 Prozent des Landes in seinem natürlichen Zustand zu erhalten. Um das 12-Prozent-Ziel zu erreichen, wurden eine Schutzgebietsstrategie der Provinz und eine regionale Landnutzungsplanung in die Wege geleitet, um Gebiete und Mittel für den Abbau von Ressourcen und für den Schutz zu ermitteln. Durch die Hinzufügung geeigneter Gebiete, die im Rahmen des Ressourcenplanungsprozesses ermittelt wurden, und zahlreicher sehr großer Parks wie Tatshenshini-Alsek, Tsʼilʔos, Northern Rocky Mountains und Cariboo Mountains Provincial Park sowie durch die Verabschiedung des Protected Areas of British Columbia Act verdoppelte sich die Fläche des Parksystems innerhalb von nur zehn Jahren auf 10,9 Millionen Hektar (11,6 Prozent der Provinz).

### Liberal-Party-Regierung (2001–2017)
In den ersten Jahren der Regierung der Liberal Party (2001–2017) kam die Einrichtung von Parks aufgrund der Verkleinerung der Regierungstätigkeit zum Stillstand. 2004 folgten jedoch die Empfehlungen der abgeschlossenen Landnutzungspläne zur Einrichtung von Parks in bestimmten Gebieten. Die Vereinbarung zwischen den Provinzen und dem Bund zur Einrichtung des Gulf-Islands-Nationalparks wurde fortgesetzt und führte zur Einrichtung mehrerer neuer Provincial Parks auf den Gulf Islands. Die wichtigste Errungenschaft dieser Ära war die Einrichtung von Naturschutzgebieten im Jahr 2006, die der biologischen Vielfalt und den Werten der First Nations Vorrang vor den Erholungswerten einräumen. Bis zum Urteil des Obersten Gerichtshofs in der Rechtssache „Delgamuukw gegen British Columbia“ im Jahr 1997, nach dem die Provinzregierung begann, die Rechte der First Nations anzuerkennen, waren diese von den Überlegungen zur Parkentwicklung weitgehend ausgeschlossen. In dieser Zeit wurden auch Land Trusts zu einem wirksamen Instrument, um Land in Privatbesitz auf eine Weise zu schützen, die keinen direkten Kauf und keine Verwaltung durch die Regierung erforderte.
Am 8. April 2020 kündigte BC Parks als Reaktion auf die COVID-19-Pandemie die vollständige Schließung des Systems der Parks und Schutzgebiete an. Die Behörde begann am 14. Mai 2020 mit der selektiven Wiedereröffnung von Parks, die nur für Tagesbesucher zugänglich sind.

## System der Parks und Schutzgebiete
Das System der Parks und Schutzgebiete in British Columbia (British Columbia Parks and Protected Areas System) ist eine von BC Parks verwaltete Sammlung von Grundstücken. Das System umfasst 1.050 Parkeinheiten mit einer Fläche von etwa 14,4 Millionen Hektar – etwa 14,4 Prozent der gesamten Provinz – mit über 6.000 Kilometern Wanderwegen und etwa 12.700 Campingplätzen. Es ist das drittgrößte Parksystem in Nordamerika nach den Nationalparks in Kanada und den Vereinigten Staaten.
Die größte Parkeinheit ist der Tweedsmuir Provincial Park mit 989,616 Hektar. Die kleinste Parkeinheit ist das Ballingall Islets Ecological Reserve mit nur 0,2 Hektar.
BC Parks meldete 26.253.500 Besucher in allen Parks und Schutzgebieten in den Jahren 2018–19. Cypress Provincial Park ist die am meisten besuchte Parkeinheit mit über 1,8 Millionen Besuchern in den Jahren 2017–18.

## Kategorien

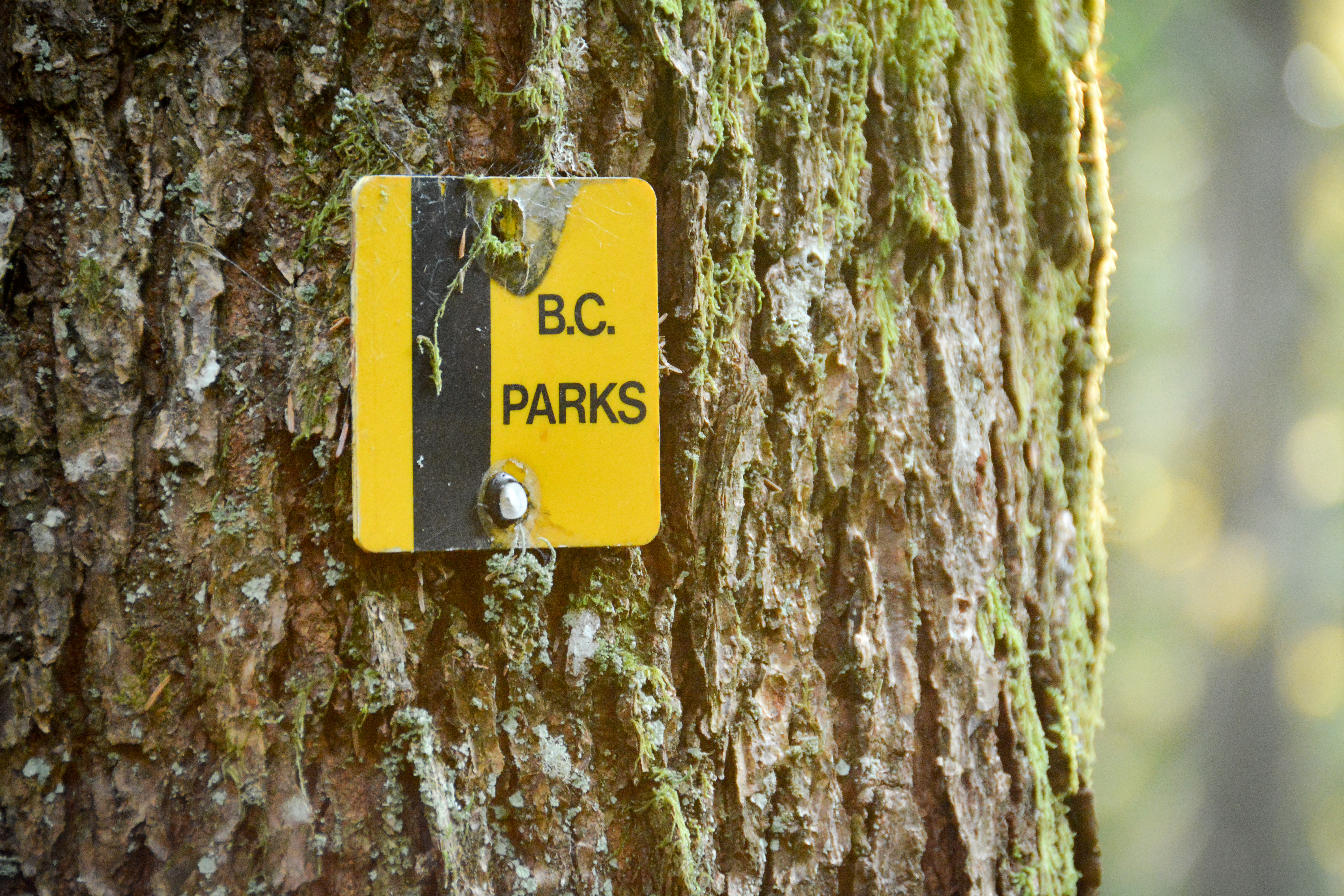
BC-Parks-Wanderwegmarkierung im Golden Ears Provincial Park

Das Schutzgebietssystem von British Columbia besteht aus fünf verschiedenen Kategorien:
- Provincial Parks: Bedeutendes geschütztes Krongut, unterteilt in drei Klassen:
  - Class A Parks: Gebiete, die der Erhaltung ihrer natürlichen Umgebung gewidmet sind. Die Entwicklung ist in der Regel nur auf Erholungseinrichtungen beschränkt.
  - Class B Parks: Zusätzliche Aktivitäten und Nutzungen sind zulässig, sofern sie den Erholungswert nicht beeinträchtigen. Die einzigen Parks mit dieser Klassifizierung sind Sooke Mountain und Strathcona-Westmin Provincial Park.
  - Class C Parks: Sie werden von einer lokalen Behörde verwaltet und sind in der Regel kleiner und bieten Naherholungsmöglichkeiten.
- Recreation Areas: Gebiete, die für die Freizeitnutzung durch die Öffentlichkeit reserviert sind. Es handelt sich auch um Land, das von BC Parks sowohl unter dem Gesichtspunkt des Schutzgebietswertes als auch unter dem Gesichtspunkt der wirtschaftlichen Möglichkeiten bewertet wird, um festzustellen, ob das Gebiet zu einem vollwertigen Schutzgebiet "aufgewertet" oder zu einem integrierten Ressourcenmanagementgebiet zurückgeführt werden sollte. Mit Stand vom Dezember 2020 gab es nur zwei Erholungsgebiete: Coquihalla Summit und Kettle River Recreation Area.
- Conservancies: Land, das für die biologische Vielfalt, die natürliche Umwelt und den Erholungswert geschützt und erhalten wird. Diese Gebiete werden auch ausdrücklich für soziale, zeremonielle und kulturelle Zwecke der First Nations anerkannt.
- Protected Areas: Ein Naturgebiet, in dem in der Regel Aktivitäten stattfinden oder geplant sind, die normalerweise in einem Provincial Park verboten sind, wie z. B. eine Industriestraße, eine Pipeline, eine Übertragungsleitung oder ein Kommunikationsstandort.
- Ecological Reserves: Ein Gebiet, das aufgrund seiner ökologischen Bedeutung reserviert ist und sich für wissenschaftliche Forschungs- und Bildungszwecke eignet, repräsentative Beispiele für natürliche Ökosysteme oder die ökologische Erholung von menschlichen Aktivitäten, Lebensraum für seltene oder gefährdete einheimische Pflanzen und Tiere und/oder einzigartige und seltene Beispiele für botanische, zoologische oder geologische Phänomene bietet.[12]

Das BC Parks and Protected Areas System umfasst auch zwei Unterkategorien:
- Marine Provincial Parks: Gewässer, die sich für die Erhaltung ihrer natürlichen Umgebung und ihres Erholungswertes einsetzen.
- Historic Provincial Parks: Gebiete, die der Erhaltung ihrer historischen Bedeutung für die Provinz gewidmet sind. Seit der Verabschiedung des Heritage Conservation Act im Jahr 1998 wurden diese Parks schrittweise in "Provincial heritage properties" umgewidmet und unter lokale Verwaltung gestellt.[13] Mit Stand vom Dezember 2020 gab es nur zwei Historic Provincial Parks: Morden Colliery and Seton Portage.